# مدال فریش
مدال فریش (انگلیسی: Frisch Medal) هر دو سال یک بار از سوی انجمن اقتصادسنجی به افرادی داده می‌شود که تحقیقات تجربی یا نظری آن‌ها طی پنج سال گذشته در مجلۀ اکونومتریکا منتشر شده باشد. این مدال به افتخار راگنار فریش، اولین برندۀ جایزه نوبل اقتصاد و سردبیر اکونومتریکا از سال ۱۹۳۳ تا ۱۹۵۴ نام‌گذاری شده است. پنج نفر از برندگان مدال فریش موفق به دریافت جایزۀ نوبل نیز شده‌اند.